# Kiyotake Shigeno
Kiyotake Shigeno (滋野清武?, Shigeno Kiyotake; Nagoya, 6 ottobre 1882 – Osaka, 13 ottobre 1924) è stato un aviatore giapponese.
Discendente da famiglia appartenente all'aristocrazia militare ereditò dal padre il titolo di barone. Fu un pioniere dell'aviazione giapponese, e nel dicembre 1914, suo ordine delle autorità militari giapponesi si arruolò nella Legione straniera francese per poter combattere nell'Aéronautique Militaire ed acquisire esperienza bellica.

## Biografia
Kiyotake Shigeno nasce a Nagoya il 6 ottobre 1882 terzo figlio di Kiyoshiko Shigeno e Fusako Kurosaki. La sua era una famiglia appartenente all'aristocrazia militare, e suo padre, con il titolo di barone, era un generale dell'Esercito imperiale. Appassionato di musica da giovane non fu attratto dalla carriera militare, preferendo iniziare gli studi di arte, ma nel 1896, con la morte del padre e dei suoi due fratelli maggiori, sotto la pressione della famiglia, entrò come cadetto nell'Accademia Militare dell'Esercito imperiale. Colpito da depressione lasciò prematuramente gli studi militari per entrare nella prestigiosa Accademia di musica Ueno, a Tokyo. Qui conobbe la giovane Wakako, figlia di un visconte, di cui si innamorò perdutamente sposandola in poco tempo. La giovane donna morì prematuramente nel 1910, ed egli decise di trasferirsi in Francia per continuare gli studi di musica. 

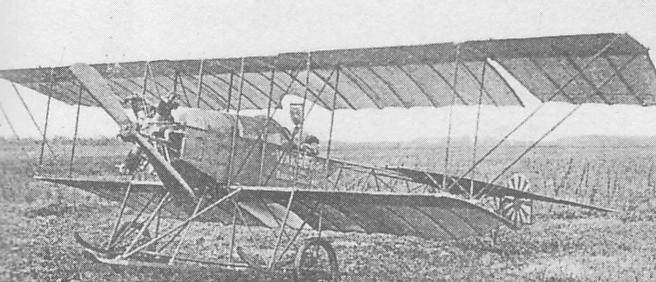
L'aviatore Kiyotake Shigeno in Giappone.

Giunto a Parigi, andò alla scoperta del mondo delle arti stringendo amicizia con H. Souwa, personalità giapponese residente nella capitale, e fu da lui che sentì parlare delle prime imprese aviatorie che si tenevano a quell'epoca in Francia. Appassionatosi al nascente mondo dell'aviazione approfittò di una visita di una missione militare giapponese, diretta dal deputato avvocato Miyako Ishida, nel 1911 per offrire i suoi servigi. Unitosi alla missione visitò gli stabilimenti e le scuole civili e militari della società Bleriot di Étampes, iscrivendosi successivamente alla scuola di pilotaggio de Boysson di Juvisy. Allievo della scuola di volo Demezel il 19 febbraio 1912,  sul campo di aviazione di Issy-les-Moulineaux, ottenne il brevetto di pilota civile n° 744 dalla Commission Aviation dell'Aéro Club de France volando su velivolo Caudron.
Subito dopo, assistito dall'ingegnere francese Charles Roux, intraprese la costruzione di un velivolo biplano di sua progettazione denominato Wakadori-go, in omaggio alla giovane sposa defunta.
Il velivolo motorizzato con un propulsore rotativo Anzani da 50 hp, fu esposto al 4º Salone dell'Aeronautica di Parigi, ed effettuò il suo primo volo il 26 aprile 1912. Poco tempo dopo Shigeno rientrò in Giappone con il suo aereo, che fu rimontato presso il campo di aviazione di Tokorozawa, situato nei pressi di Tokyo. Dopo un incidente in fase di decollo l'aereo venne leggermente modificato, e il 20 aprile 1913 conquistò il record di altitudine giapponese raggiungendo un'altezza di 300 metri. Divenuto professore presso la Scuola Militare d'Aviazione giapponese, ritornò in Francia nell'aprile 1914 per acquistare un nuovo apparecchio.

### La prima guerra mondiale
Nell'agosto di quell'anno, allo scoppio della prima guerra mondiale, i suoi superiori gli ordinarono di entrare nell'esercito francese. Il 20 dicembre si arruolò nel 1º Reggimento della Legione straniera con il grado di capitano dell'esercito giapponese, per essere subito mandato presso una scuola di volo militare.
Il 19 aprile 1915, sul campo d'aviazione di Avord, ottenne il brevetto di pilota militare n° 834, e il 20 maggio fu mandato presso l'Escadrille V.24 entrando ufficialmente in servizio quattro giorni dopo. Prestò servizio per tre mesi volando su velivolo da bombardamento Voisin LAS e Nieuport Ni.10. Il 23 agosto si segnalò durante una missione di ricognizione sulle linee tedesche a nord di Reims, quando il suo velivolo fu inquadrato dal tiro dell'artiglieria contraerea tedesca destando l'ammirazione dei soldati francesi che contarono ben 562 colpi tirati contro di lui.
Poco tempo dopo, il 31 agosto, fu inviato in missione nelle retrovie, presso la Riserva Generale Aeronautica (Réserve Générale Aéronautique). I problemi di salute emersi lo costrinsero l'8 settembre ad un ricovero presso l'ospedale militare giapponese No.4 bis. Si trovava ancora ricoverato quando, il 31 ottobre, ricevette la notizia che era stato nominato Cavaliere della Legion d'onore iscritto nel ruolo speciale in carico al 33e Régiment d'infanterie coloniale e citato all'ordine del giorno dell'esercito.
Rientrato dalla convalescenza il 7 dicembre, poté continuare la sua missione presso la R.G.A rientrando alla sua Escadrille il 21 dello stesso mese. Ripreso a volare sui Voisin LAS si distinse il 13 maggio 1916 quando per 45 minuti tenne testa in combattimento a due velivoli nemici. Lasciò la sua unità tra il 22 e il 26 dello stesso mese inviato in missione dall'addetto navale giapponese in Francia, ed al suo rientro al reparto apprese che era stato trasferito alla caccia presso l'Escadrille N.12 con effetto dal 1º giugno. Rimase presso tale squadriglia per poco tempo in quanto, il 15 giugno, rientrò presso la R.G.A. a Le Plessis-Belleville, e il 19 settembre raggiunse l'Escadrille N.26 del Groupe de Chasse 12, noto con il nome di Groupe des Cigognes.
Il suo emblema personale, una cicogna chiamata japonaise, fu adottata dall'Escadrille diventando per un certo tempo l'emblema collettivo del reparto. Il 17 marzo 1917, volando sullo SPAD S.VII n°173 denominato Wakadori, abbatté in cooperazione con Georges Guynemer un biposto che precipitò ad est di Atilloncourt. Il 30 aprile, ancora ai comando del suo SPAD S.VII n° 173, guidò una pattuglia di aerei in volo sulla zona Hurtebise-Brimont-La Pompelle. Tra Juvincourt, Preuvais e Guincourt, affrontò un velivolo da caccia monoposto che colpito andò picchiata scivolando d'ala. A causa dell'inceppamento della mitragliatrice non poté seguirlo verso terra per accertarsi della sua sorte, e la vittoria non gli fu riconosciuta.
Il 31 maggio andò in volo di pattuglia con il sottotenente Andre Dezarrois e il maresciallo Auguste Pouchelle. I tre caccia francesi furono attaccati da tre velivoli Albatros tedeschi, e nel corso del combattimento seguente rimase leggermente ferito da una pallottola. Nel luglio successivo riprese a volare a bordo dello SPAD S.VII n° 1721. Il suo ultimo volo registrato sul giornale di reparto dell'Escadrille N.26 reca la data del 9 agosto 1917, in quanto quel giorno venne abbattuto da un velivolo nemico rimanendo ferito in maniera grave.
I suoi problemi di salute lo costrinsero ad un nuovo ricovero in ospedale il 13 agosto dello stesso anno, che perdurò fino alla proclamazione dell'armistizio. 
Durante questo periodo di cura, mentre si sta riposando sulla riviera francese, conobbe una giovane vedova di guerra di 22 anni, la signorina Jeanne Aimard, il cui marito Joseph-François Monin era accidentalmente rimasto ucciso al fronte il 1º aprile 1916. Fu un vero colpo di fulmine, allietato il 21 ottobre 1918 à Jonage (Isère) dalla nascita di una bambina chiamata con il nome di Jacqueline Aya-Ko.  Anche se l'armistizio era stato proclamato l'11 novembre Shigeno rientrò in servizio presso l'Escadrille SPA 26 il 23 febbraio 1919, agli ordini dell'asso de Sevin. Non vi rimase a lungo, e meno di tre settimane dopo, l'11 marzo, fu smobilitato con il grado di sottotenente della Legione straniera, decorato con la Croix de guerre 1914-1918 con palma.

### Il ritorno alla vita civile
Ritornato alla vita civile andò ad abitare con la famiglia presso il n. 7 di rue Toullier a Parigi, sposandosi il 18 ottobre presso il municipio del 5ème arrondissement della capitale. Nel gennaio 1920 la famiglia Shigeno partì per il Giappone, prendendo casa a Osaka. In patria si diede subito da fare nell'ambito della nascente aviazione civile giapponese, contribuendo ad organizzare meeting aviatori (uno di essi a Kyūshū nel marzo 1921) e favorendo lo sviluppo dell'aviazione commerciale. Un grave lutto lo colpì quasi subito, in quanto la piccola Jacqueline Aya-Ko si spense il 10 agosto 1921, poco prima del suo terzo compleanno.
La coppia ritornò in Francia nel novembre successivo, a causa di una missione commerciale che doveva acquistare alcuni velivoli per la compagnia Shokwaï (Chihaya e Co.).  Dopo il ritorno in Giappone nel dicembre seguente, Madame Jeanne Shigeno ebbe altri due figli, Jacques Kiodori nato a Kōbe l'11 settembre 1922, e Roger Kiyoshi nato il 6 novembre 1923 nella medesima città. Il 9 giugno 1924 il barone Shigeno fu tra le autorità che accolsero sul campo d'aviazione di Tokorosawa, nelle vicinanze di Tokyo, il pilota francese Georges Pelletier-Doisy che completava così il suo lungo raid aereo Parigi-Tokyo.  A causa di una polmonite contratta Shigeno si spense a Osaka il 13 ottobre 1924, lasciando la moglie e i suoi due figli in giovane età. Rimasta sola la vedova si trovò a lottare contro la famiglia del marito, che reclamava la custodia dei figli in quanto il matrimonio contratto in Francia non era legalmente riconosciuto in Giappone. Dopo una lunga battaglia legale che vide coinvolti il Ministero degli Affari Esteri del Giappone e le autorità consolari francesi, ella riebbe la custodia dei figli.